# Królikowo (gmina)
Królikowo – dawna gmina wiejska istniejąca w latach 1934–1954 w woj. poznańskim/pomorskim/bydgoskim (dzisiejsze woj. kujawsko-pomorskie). Siedzibą władz gminy było Królikowo.
Gmina zbiorowa Królikowo została utworzona 1 sierpnia 1934 roku w powiecie szubińskim w woj. poznańskim z dotychczasowych jednostkowych gmin wiejskich: Ciężkowo, Dąbrówka Słupska, Górki Zagajne, Królikowo, Koraczewko, Malice, Mycielewo, Rzemieniewice, Szaradowo i Wolwark (oraz z obszarów dworskich położonych na tych terenach lecz nie wchodzących w skład gmin). 
1 kwietnia 1938 gmina Królikowo została przyłączona do woj. pomorskiego. 6 lipca 1950 roku zmieniono nazwę woj. pomorskiego na bydgoskie. Według stanu z dnia 1 lipca 1952 roku gmina składała się z 12 gromad: Chraplewo, Ciężkowo, Górki Zagajne, Królikowo, Malice, Retkowo, Słupy, Sobiejuchy, Szaradowo, Turzyn, Wolwark i Zalesie.
Gmina została zniesiona 29 września 1954 roku wraz z reformą wprowadzającą gromady w miejsce gmin. Jednostki nie przywrócono 1 stycznia 1973 roku po reaktywowaniu gmin.